# Oscar Jan Hoogland
Oscar Jan Hoogland (* 1983 in Amsterdam) ist ein niederländischer Jazz- und Improvisationsmusiker (Piano, elektrisches Clavichord, auch Synthesizer, Gitarre, Plattenspieler, Tonbandgeräte, Megaphon, Cracklebox, verstärkter Spielautomat, Komposition).

## Leben und Wirken
Hoogland ist der Sohn des Konzertpianisten und Hochschullehrers Stanley Hoogland und beschäftigte sich schon früh mit Jazz und Improvisationsmusik. 2013 hat er mit Zea, der sein Lehrer in der Oberstufe war, seine erste Split-Single aufgenommen und veröffentlicht. 2015 trat er auf dem Chicago Jazz Festival mit Mat Piet auf (Amsterdam Chicago Duo). Weiterhin arbeitete er im Duo mit dem Perkussionisten Ryan Packard (zu hören auf Seed Blunt / AC DC ) 2020 folgte mit Zea das Duo-Album Summing und mit Han Bennink das Album Goede Reis!. Mit Keefe Jackson, Joshua Abrams und Mikel Patrick Avery entstand das Album These Things Happen (2022).
Weiterhin tritt Hoogland im Trio Mother Tongue mit Mola Sylla und dem Perkussionisten Frank Rosaly auf, mit Benjamin Herman, Jasper Stadhouders und Christian Lillinger und mit seinem Phonograph Orchestra. Für sein Quartett LOOT mit Ab Baars, Onno Govaert und Uldis Vitols komponierte er das gesamte Repertoire. Im Gemeente Museum Den Haag war seine Installation On the Line zu erleben, eine Hommage an Piet Mondriaans Victory Boogie Woogie, die aus 12 identischen, aneinandergereihten Plattenspielern bestand, die 12 Kopien von Guus Janssens Solo-Platte On the Line abspielten. Er ist Co-Direktor des Improvisationskollektivs Doek und mit dem Amsterdamer Veranstaltungsort De Ruimte verbunden; er betreibt sein eigenes Plattenlabel De Platenbakkerij.
Als Lehrer unterrichtet Hoogland derzeit in der Kompositionsabteilung des Koninklijk Conservatorium Den Haag und in der Schauspielabteilung der Academie voor Theater en Dans in Amsterdam.